# 曹禾 (嘉靖進士)
曹禾（1511年—？），字世嘉，號龍田，浙江嘉興府平湖縣人，明朝政治人物。

## 生平
嘉靖二十二年（1543年）癸卯科浙江鄉試第七十四名。嘉靖二十六年（1547年）第三甲第六十七名進士。都察院觀政，授鄱阳知县，选授工科給事中，进右給事中，嘉靖三十四年（1555年）升兵科左給事中，再升工科都给事中。贬無爲州判官，改常德府推官，三十八年丁父忧，复除松江府推官，四十一年升常州府同知。

## 家族
曾祖曹斌，號樂閒；祖父曹瑜，號竹西；父曹渭（1484年-1559年），字清夫，號思竹，驛丞。母陳氏。具庆下。兄采。弟耒、桐、束。
子一圖、一書。